# 카레가
카레가(Har Dil Jo Pyar Karega...)는 인도에서 제작된 라즈 칸와 감독의 2000년 드라마, 뮤지컬, 멜로/로맨스 영화이다. 살만 칸 등이 주연으로 출연하였고 사지다 나디아드왈라 등이 제작에 참여하였다.

## 출연

### 주연
- 살만 칸
- 라니 무케르지

### 조연
- 쁘리티 진따
- 샤룩 칸
- 파레시 로월
- 사티시 샤
- 라지브 베르마
- 니어라즈 보라
- 라자크 칸
- 비나이 파닥
- K.D. 찬드란
- 아스라니
- 디비아 바라티
- 아누 말릭
- 간시암 로헤라
- 사미르
- 프리드비 주트시

## 제작진
- 의상: 샤비나 칸
- 의상: 비크람 파드니스